# Perdita perpallida
Perdita perpallida är en biart som beskrevs av Cockerell 1901. Perdita perpallida ingår i släktet Perdita och familjen grävbin. Inga underarter finns listade i Catalogue of Life.